# Гиннесс, Артур, 1-й барон Ардилаун
Артур Эдвард Гиннесс, 1-й барон Ардилаун (англ. Arthur Edward Guinness, 1st Baron Ardilaun, 2nd Baronet; 1 ноября 1840 — 20 января 1915) — ирландский бизнесмен, политик и филантроп, наиболее известный тем, что подарил Сант-Стивенс-Грин Дублинской корпорации для публичного использования. Он был известен как сэр Артур Гиннесс, 2-й баронет, с 1868 по 1880 год.

## Происхождение и образование
Гиннесс родился в Сент-Эннс, Рахени, недалеко от Дублина. Старший сын сэра Бенджамина Гиннесса, 1-го баронета (1798—1868), и старший брат Эдварда Гиннесса, 1-го графа Айви (1847—1927). Он был правнуком Артура Гиннесса (1725—1803). Он получил образование в Итоне и Тринити-колледже Дублина, а в 1868 году сменил своего отца на посту 2-го баронета из Эшфорда.

## Политическая жизнь
В 1868 году консерватор Артур Гиннесс был избран членом Палаты общин от Дублина, и занимал это место всего год. Его избрание было признано недействительным из-за незаконных действий его избирательного агента, о которых суд установил, что он был неизвестен . Он был переизбран на следующих выборах в 1874 году.
Сторонник консерватизма Дизраэли «одной нации», его политика была типичной для «конструктивного юнионизма», веры в то, что союз между Ирландией и Великобританией должен быть более выгодным для народа Ирландии после столетий трудностей. В 1872 году он был спонсором «Ирландской выставки» на Эрлсфорт-Террас в Дублине, которая была организована для развития ирландской торговли. Исправление ошибки о выставке в журнале Freeman’s Journal привело к угрозе смерти со стороны религиозного экстремиста, о которой он не сообщил в полицию. В 1890-х годах он поддерживал Ирландский юнионистский альянс.
После выхода из компании Guinness в 1876 году, когда он продал свою половину акций своему младшему брату Эдварду за 600 000 фунтов стерлингов, в 1880 году он был возведен в звание пэра как барон Ардилаун из Эшфорда в графстве Голуэй. Его дом находился в замке Эшфорд на Лох-Коррибе, а его титул произошел от гэльского Ard Oileáin, «высокий остров» на озере.

## Землевладелец

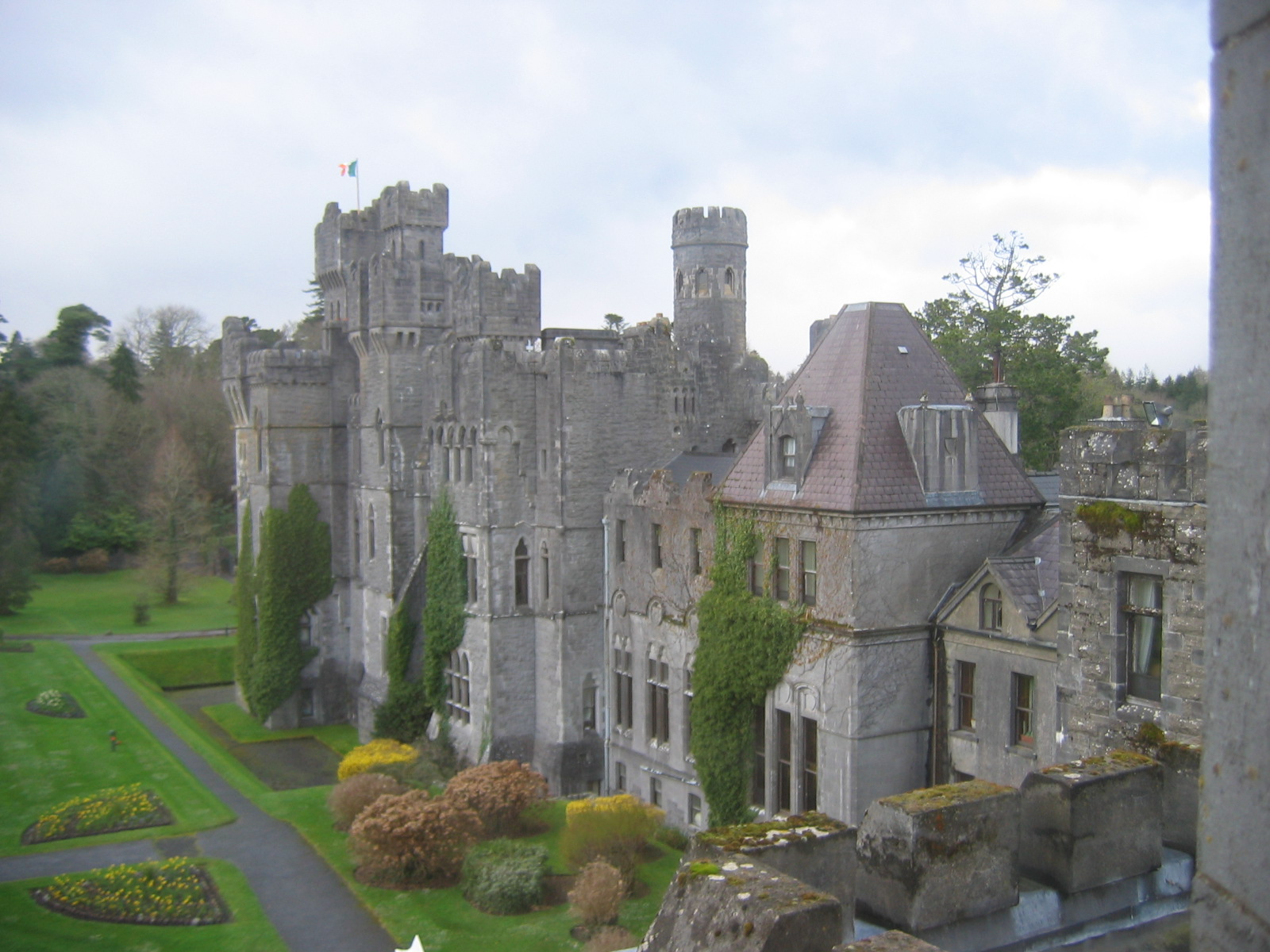
Замок Эшфорд

В 1852 году сэр Бенджамин Ли Гиннесс, 1-й баронет (1798—1868), наследник состояния пивоварни Гиннесс и отец Артура Гиннесса, «приобрёл несколько поместий Коннахта, которые были выставлены на продажу в Суде обременённых поместий. Он купил поместье Эшфорд у лорда Оранмора и Брауна, поместье Дун у сэра Ричарда О’Доннелла, поместье Конг у Александра Ламберта, часть поместья Россхилл у лордов Чарлемонта и Литрима, части Коннемары у Кристофера Сент-Джорджа. Благодаря этим покупкам Бенджамин Гиннесс стал владельцем 670 арендаторов, 316 из которых арендовали менее 5 фунтов стерлингов в год. После смерти его отца в 1868 году Артур Гиннесс, 2-й баронет, старший сын и наследник, продолжил идти по стопам своего отца. В 1871 году он купил поместье Элвуд в Стрэндхилле, прямо через реку от Эшфорда, Конг, а лорд Килмейн продал ему острова Инишдорус на Лох-Коррибе и земли в баронстве Росс, часть Нимфсфилд недалеко от Конга в 1875 году. Его агентом был Уильям Берк из Лислоури». Когда приобретения Артура были объединены с приобретениями его отца, общая площадь поместья Эшфорд составила 33 298, в результате чего лорд Ардилаун владел большей частью графства Голуэй между мостом Маам (Маум) и Лох-Маском.
Владея 31 000 акров земли, недавно купленной его отцом или им самим в графствах Голуэй и Мейо, барон Ардилаун оказался в трудном и необычном положении во время Сухопутной войны 1880-х годов. Фермеры-арендаторы начали забастовку по аренде против отсутствующих домовладельцев, которые мало заботились о своих поместьях. Напротив, лорд Ардилаун жил в Эшфорде большую часть года и вкладывал значительные средства в свои земли, но был вынужден продать землю с 1880-х годов и стал свидетелем того, как двое его судебных приставов были убиты в результате так называемого убийства в Лох-Маске в январе 1882 года. Его попытка сохранить ландшафт в Макроссе, Килларни, предпринятая в 1899 году по эстетическим соображениям, была поставлена под сомнение уже в 1905 году. Вместе с семьей Дигби он был совладельцем островов Аран, которые были принудительно куплены Советом по перенаселенным районам в 1916 году.

## Филантропия

Герб Артура Гиннесса, барона Ардилауна

Барон Ардилаун, как и многие члены семьи Гиннесс, был щедрым филантропом, посвятившим себя ряду общественных дел, включая восстановление библиотеки Марша в Дублине и расширение городской женской больницы Кумб. Купив и сохранив в неприкосновенности поместье вокруг Макросс-хауса в 1899 году, он помог движению по сохранению озера и горного ландшафта вокруг Килларни, который сейчас является крупным туристическим направлением. С 1875 года он был спонсором "Дублинской компании по созданию домов ремесленников, которая строила коттеджи для бедных дублинцев по разумной арендной плате, и был предшественником Фонда Айви, позже основанного его братом Эдвардом.
Самым известным своим достижением он также купил, благоустроил и передал столице центральный общественный парк Сент-Стивенс-Грин, где его статую, заказанную городом, можно увидеть напротив Королевского колледжа хирургов . Для этого он спонсировал частный законопроект, который был принят как Закон о Зеленом острове Святого Стефана (Дублин) 1877 года, и после благоустройства он был официально открыт для публики 27 июля 1880 года. С тех пор он поддерживается членами Комиссии. общественных работ в Ирландии (ныне Управление общественных работ).
В 1913 году к лорду Ардилауну обратился сэр Хью Лейн, который хотел построить новую галерею современного искусства в Грине, где была бы установлена статуя лорда Ардилауна. Ардилан ответил:
«Вы с ума сошли? Я не позволю себе стоять на страже у картинного дворца, как какой-то легкомысленный торгаш».
Перерыв в благотворительной деятельности Ардилона спровоцировал написание мощного стихотворения Йейтса «Богатому человеку…».
Он также был избран президентом Королевского Дублинского общества с 1892 по 1913 год.

## Личная жизнь

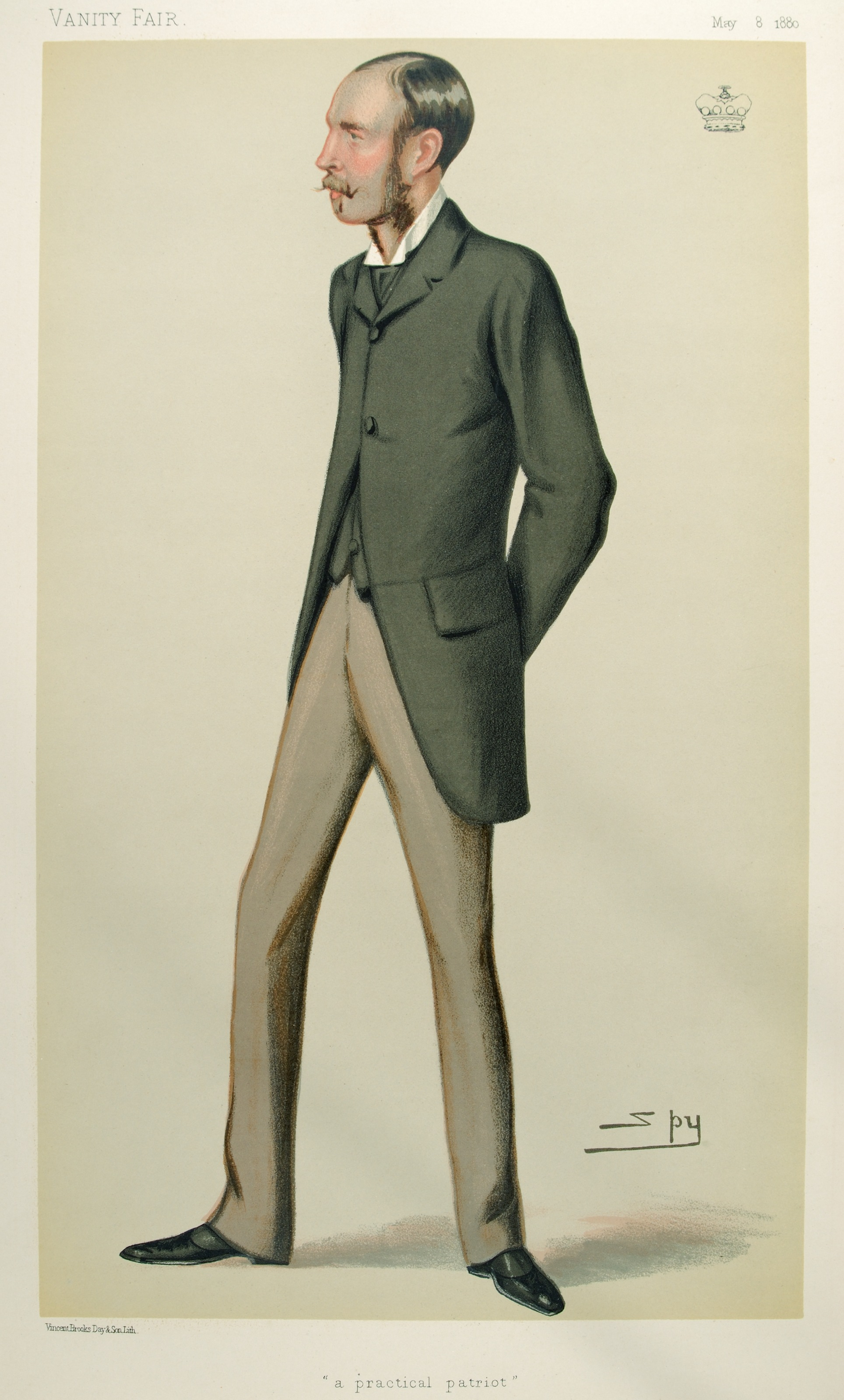
«Практический патриот». Карикатура Spy, опубликованная в журнале Vanity Fair в 1880 году.

16 февраля 1871 года в Бэнтри, графство Корк, лорд Ардилаун женился на леди Оливии Хеджес-Уайт (27 августа 1850 — 13 декабря 1925), дочери Уильяма Хеджеса-Уайта, 3-го графа Бэнтри, чьим семейным домом является Бэнтри-хаус в графстве Корк. Это был счастливый, но бездетный брак.
Он умер 20 января 1915 года в своем доме в Сент-Энн, Рахени, и был похоронен в церкви Всех Святых, Рахени, строительство которой он спонсировал. На похоронах присутствовали представители Королевского Дублинского общества, президентом которого на протяжении многих лет был лорд Ардилаун, Королевского садоводческого общества Ирландии, Ирландского юнионистского альянса и Лиги первоцветов. Его баронство вымерло после его смерти, но баронетство перешло к его племяннику Элджернону.
После смерти его вдовы парк Святой Анны перешел к двоюродному брату Элджернона преподобному Бенджамину Планкету (1870—1947), бывшему епископу Мита, который в 1937 году продал большую часть поместья Dublin Corporation, оставив Сибил Хилл своей резиденцией. Корпорация сохранила большую часть поместья как один из самых важных общественных парков Дублина, хотя сам дом сгорел в 1943 году, а оставшиеся земли использовались под жилье. Результаты обширных посадок деревьев Ардилауна оказались в центре внимания спустя столетие после его смерти, когда в 2019 году парк получил статус Зеленого флага и вошел в пятерку лучших городских общественных парков мира.